# De 39 trin
De 39 trin er en britisk thriller fra 1935 instrueret af Alfred Hitchcock, og med Robert Donat og Madeleine Carroll  i hovedrollerne.

## Medvirkende
- Robert Donat som Richard Hannay
- Madeleine Carroll som Pamela
- Lucie Mannheim som Annabella Smith
- Godfrey Tearle som Jordan
- Peggy Ashcroft som Margaret Crofter
- John Laurie som John Crofter
- Helen Haye som Louisa Jordan
- Frank Cellier som Watson
- Wylie Watson som Memory
- Alfred Hitchcock som Mand ved teater